# Morro de São Paulo
Morro de São Paulo é um distrito brasileiro no município de Cairu, no estado da Bahia. Está localizado na ilha de Tinharé.
O distrito é um dos maiores polos turísticos da Bahia.

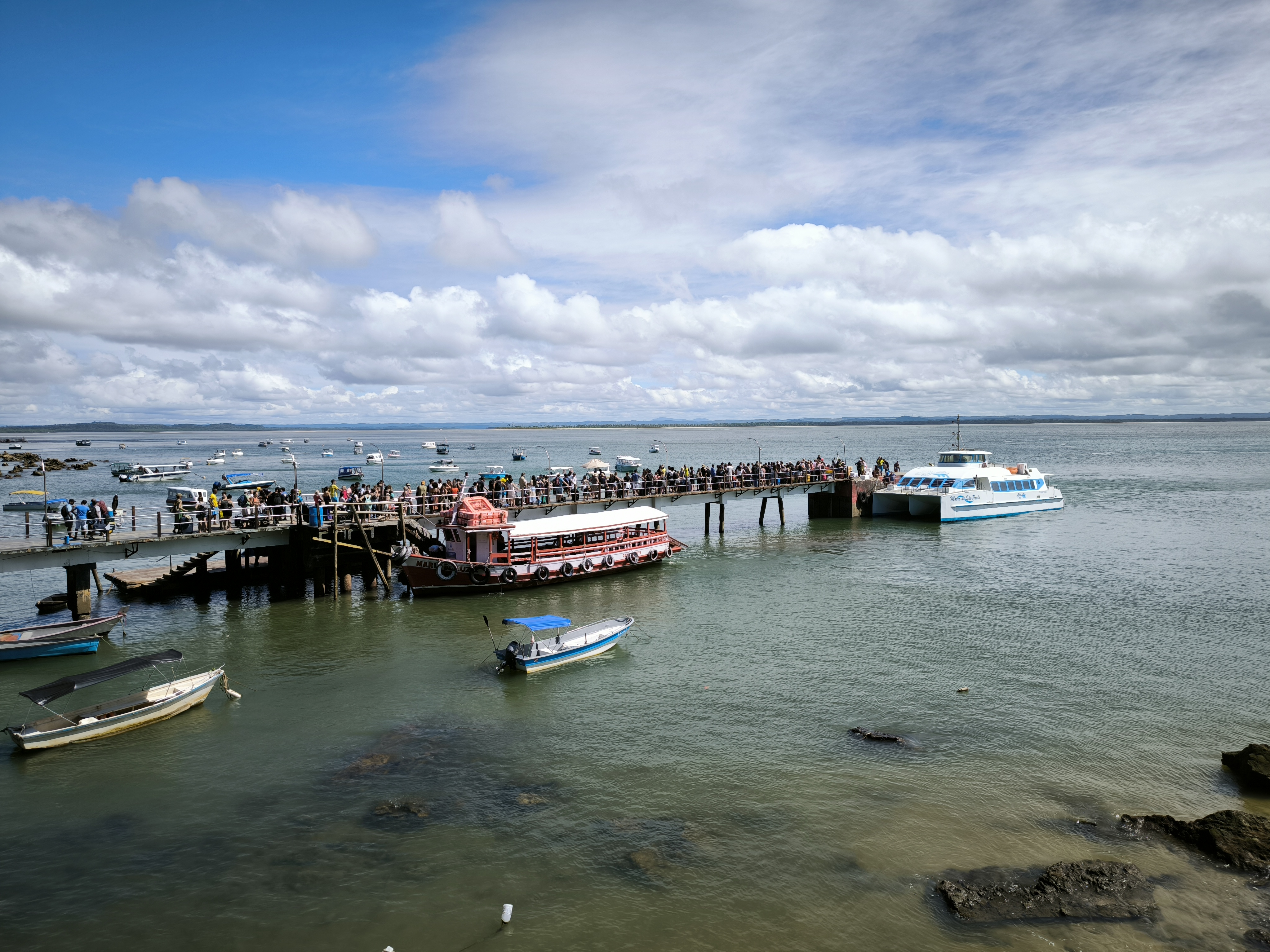
Porto de chegada a Morro de São Paulo

Em 2024, o Centro Internacional de Formación en Gestión y Certificación de Playas classificou a praia de Morro de São Paulo como a 16ª melhor praia do mundo a partir da avaliação de 126 locais dos litorais da Argentina, Brasil, Canadá, Colômbia, Cuba, Equador, Espanha, Guatemala, México, Nova Zelândia, Peru, Porto Rico e Venezuela.

## História

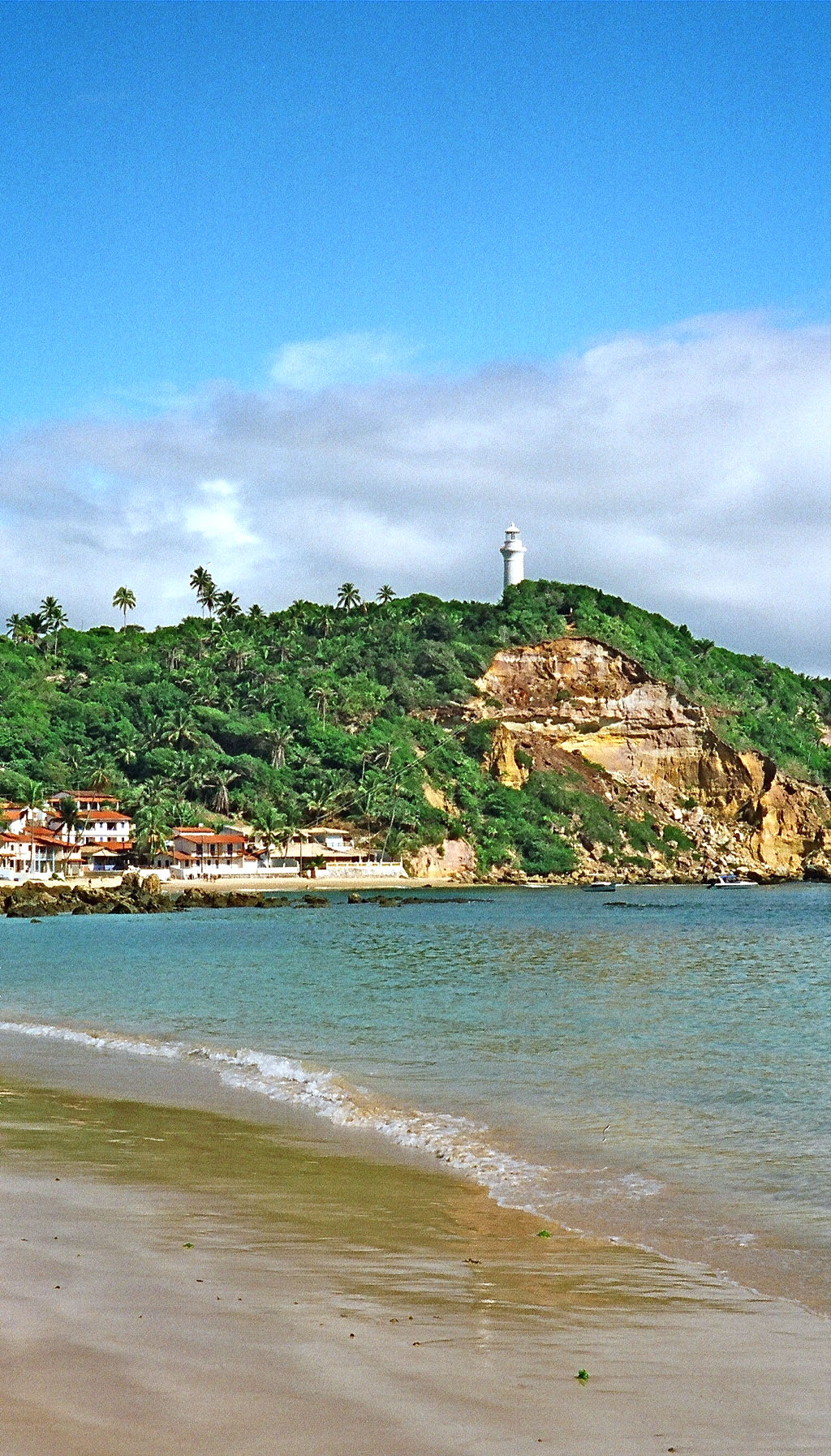
Farol do Morro de São Paulo

A região do Recôncavo Baiano era habitada, até o século XVI, pelos tupinambás. O nome indígena da ilha era Tinharé. Devido à sua  localização geográfica privilegiada, foi cenário de inúmeros ataques de esquadras francesas e holandesas, verdadeira zona franca de corsários e piratas durante o período colonial.
Sob a jurisdição da capitania de São Jorge dos Ilhéus, Jorge de Figueiredo Correia recebeu a propriedade de dom João III, e designou Francisco Romero para a colonização das terras. Os constantes ataques dos índios aimorés e tupiniquins à população continental da região favoreceram a rápida povoação das ilhas, e em 1535 nascia, no norte da ilha, a vila Morro de São Paulo.
Morro de São Paulo protegia a chamada "barra falsa da Baía de Todos os Santos", entrada estratégica para o Canal de Itaparica até o Forte de Santo Antônio (atual Farol da Barra). O canal de Tinharé era essencial no escoamento da produção dos principais centros para o abastecimento da capital, Salvador. A importância geográfica da ilha durante o período colonial justifica a riqueza de monumentos históricos, hoje protegidos pelo Patrimônio Histórico Nacional.
No contexto da recuperação da Fortaleza do Morro de São Paulo, foi anunciada a abertura para março de 2017 do Museu de Território do Forte de Morro de São Paulo, em seu núcleo inicial.

### Cronologia

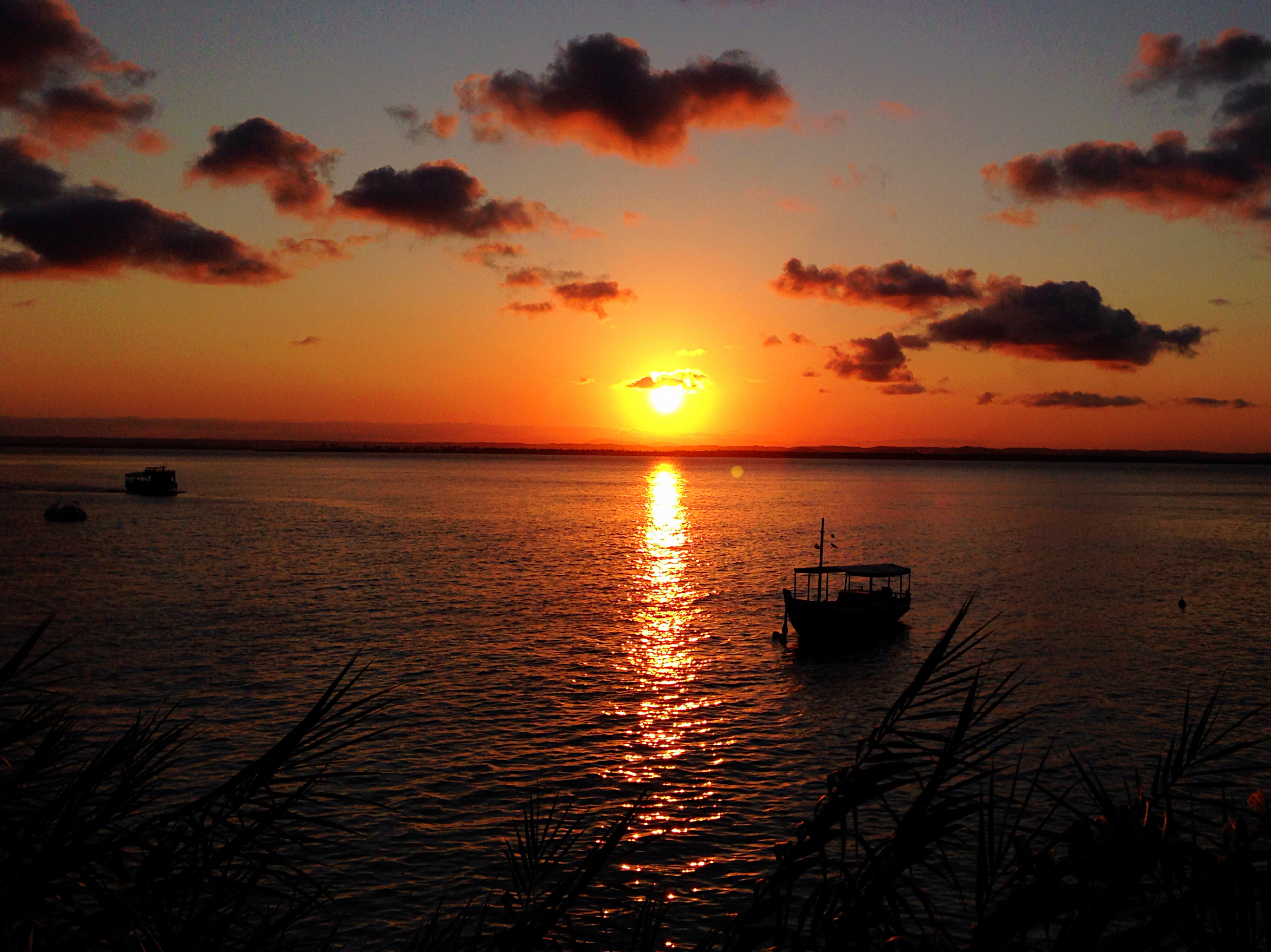
Pôr do sol na fortaleza de Morro de São Paulo

- 1531 - Desembarque de Martim Afonso de Sousa e início da colonização.
- 1535 - Fundação da Vila de Morro de São Paulo no extremo norte da ilha por Francisco Romero e a população local.
- 1624 - Em sua rota para Salvador, o comandante Johan van Dorth e sua esquadra desembarcam na ilha.
- 1628 - A ilha é atacada e saqueada pelo almirante holandês Piet Heyn.
- 1630 - Iniciada a construção da Fortaleza de Morro de São Paulo por ordem do Governador Geral Diogo Luiz de Oliveira.
- 1728 - Terminada a construção do Forte da Ponta. Tropas lusitanas derrotam o almirante francês Nicolas Durand de Villegagnon.
- 1746 - Construção da Fonte Grande, o maior sistema de abastecimento de água da Bahia colonial.
- 1845 - Concluídas as obras da Igreja e Convento Santo Antônio.
- 1855 - Construção do Farol.
- 1859 - A ilha recebe a visita da Família Imperial Brasileira e dom Pedro II.
- 1992 - Criada a APA (Área de Proteção Ambiental) Tinharé-Boipeba, que engloba as duas ilhas.[6]
- 2006 - O Projeto CAIRU 2030 é entregue pelo Banco Interamericano de Desenvolvimento e UMA à Prefeitura de Cairu[7]
- 2009 - Aprovada a recuperação da Fortaleza de Morro de São Paulo.[8]

## Turismo
Morro de São Paulo é um destino turístico popular com belas praias, piscinas naturais e centro histórico. Há atividades para todos os gostos, incluindo caminhadas, passeios de barco e mergulho.